# NGC 1993
NGC 1993 is een elliptisch sterrenstelsel in het sterrenbeeld Haas. Het hemelobject werd op 6 februari 1785 ontdekt door de Duits-Britse astronoom William Herschel.

## Arneb
Vanaf de aarde gezien bevindt het stelsel NGC 1993 zich schijnbaar twee derden van een graad ten oosten van de ster alpha Leporis (Arneb). Amateurastronomen kunnen Arneb aanwenden als gidsster om op zoek te gaan naar NGC 1993. Nog verder oostwaarts is de gemakkelijk waarneembare open sterrenhoop NGC 2017 te vinden.

## Synoniemen
- ESO 554-14
- MCG -3-15-3
- PGC 17487